# Stenellipsis sericans
Stenellipsis sericans là một loài bọ cánh cứng trong họ Cerambycidae.